# Conrad Anschuh
Der Räuber Conrad Anschuh oder Unschick († 1813 in Gießen) war ein Mitglied der Wetterauer Bande. Bei seinen Untaten schloss er sich abwechselnd mit verschiedenen Räubern zusammen.

## Herkunft
Er stammte aus Rodheim (Hungen). Dort lebte sein Vater Conrad Unschick noch 1812 als Viehhirte und Tagelöhner. Sein Sohn wurde aber schon in den zeitgenössischen Quellen „Anschuh“ genannt, was in seinem Falle keinen Räubernamen darstellt. Im Besitz des Vaters befand sich „ein verschuldetes Häuschen.“
Wegen Ehebruch und Blutschande mit seiner ältesten Tochter war der Vater 1807 in peinlicher Untersuchung. Conrad Anschuh besuchte die Schule in Rodheim und wurde dort konfirmiert. Eine Lehre als Zimmermann brach er früh ab, verdingte sich als Hirte und geriet unter die Räuber.

## Räuberleben
Er wurde zum Mitglied der Wetterauer Bande, die sich in wechselnder Zusammensetzung und Größe zu ihren Überfällen, Einbrüchen usw. zusammenschloss.
Seine „Beyschläferin“ war Catharina Margretha Neumann von Freienseen. Sie hielt sich oft auf der Glashütte bei Freienseen auf, meist aber in Münzenberg, wo sie im Januar 1811 verhaftet wurde.

### Straftaten
- 1809 versuchte Anschuh gemeinsam mit Johann Justus Dietz, vulgo Lumpen Jost aus Aßlar und anderen Mitgliedern der Wetterauer Bande den Diebstahl eines Braukessels zu Ober-Widdersheim. Es beteiligten sich seine Kumpane Ludwig Funk aus Sellnrod, vulgo Selnröder Ludwig, Peter Görzel, vulgo Heiden-Peter und Schoden-Heinrich. Anschuh hatte hier wohl Ortskenntnis. Sie wollten einen Braukessel rauben, scheiterten aber an einem wachsamen Hund und an der Dicke der Mauer, welche sie durchbrechen mussten.[3]
- Am spektakulärsten war der große Straßenraub bei Kleinrechtenbach im Juni 1809, bei dem die Opfer von den beteiligten elf Räubern, u. a. Conrad Anschuh und Ludwig Funk, schwerstens misshandelt wurden. Der Wert der Beute betrug 2.500 Gulden. Geteilt wurde in einer Diebsherberge bei Münzenberg.[4]
- Im Sommer 1809 stahl er mit dem Heiden-Peter und Bruchschneiders Hannes einen Kessel und Zinngerät bei Conrad Wachterhäuser in Hoch-Weisel.[5]
- Einen Waschkessel und zwanzig Hemden erbeutete Conrad Anschuh mit Johann Justus Dietz bei einem Einbruch in Gambach.
- Im Herbst 1809 versuchten Conrad Anschuh sowie seine Kumpane Ludwig Funk, Heiden-Peter, Bruchschneiders Hannes, Zinngießers Hannes und „Heiden-Andreas (Zigeuner Andreas Sendomor)“ einen Straßenraub bei Neustadt. Es blieb beim Versuch. Der Plan stammte vom „schwarzen Jung.“[6]
- Einen Einbruch in Stangenrod verübte Anschuh mit Johann Justus Dietz, dem Dicken Hann Görg, Joseph Kling aus Wetzlar und dem „Rothköpfige Nette“ aus der Nähe von Siegen. Dort stahl man Wäsche im Wert von 71 Gulden.
- Einen „qualifizierten Diebstahl“ von Zinngefäßen unternahm Anschuh u. a. mit Ludwig Funk und Johann Justus Dietz „auf der Mühle bei Rockenberg.“ Der Mühlenbesitzer war Johannes Wolf.

### Verhaftung, Urteil und Ende
Ende November 1809 wurden Anschuh und seine Gefährtin von Landdragonern verhaftet und kamen ins Stockhaus nach Gießen. Da man ihnen nichts nachweisen konnte, wurde er im Januar 1810 des Landes verwiesen und sie musste in ihren Heimatort zurückkehren.
Da er bei der Generaluntersuchung zu Burg-Gemünden im Herbst als Räuber und Dieb belastet wurde, gab Grolman ein Signalement heraus, aufgrund dessen Anschuh vom Amt Laubach im Januar 1811 bei der Familie seiner Konkubine in Freienseen festgenommen wurde. Am 19. Januar 1811 wurde er nach Gießen eingeliefert. Erst Ende 1811 waren alle seine Untaten aufgedeckt. Insgesamt waren dies 52 Straftaten, deren Niederschrift neun Bände umfasste.
„Seine Bekenntnisse bahnten den Weg zur Überführung und Einfangung vieler anderer Verbrecher.“
Am 24. März 1813 wurden Conrad Anschuh, damals etwa 32 Jahre alt, mit Johann Justus Dietz, Ludwig Funk und ihre Räuberkollegen Johann Adam Frank, Johann Georg Gottschalk, der Heidenpeter und Johannes Borgener zum Tode durch das Schwert verurteilt und noch im gleichen Monat in Gießen hingerichtet.